# Hasta abajo (canción de Yandel)
" Hasta Abajo" es una canción del artista puertorriqueño de reggaetón Yandel de su segundo álbum de estudio De Líder a Leyenda (2013). Fue escrito por Yandel y Marco Masís, producido por Tainy (Masís) y Mr. Earcandy.  Fue lanzado como segundo sencillo del álbum el 14 de octubre de 2013,  tras el lanzamiento de " Hablé de Ti ". El video musical de la canción fue filmado en un desierto del Sur de California, bajo la dirección de Carlos Pérez, estrenado el 28 de octubre de 2013.  El vídeo tiene más de 79 millones de visitas en YouTube. 

## Listas

### Listas semanales
| Lista (2013/14)                    | Mejor posición |
| ---------------------------------- | -------------- |
| Billboard Mexican Airplay)         | 19             |
| Billboard Mexican Airplay)         | 10             |
| Estados Unidos (Hot Latin Songs)   | 9              |
| Estados Unidos (Latin Airplay)     | 1              |
| Estados Unidos (Latin Pop Airplay) | 1              |
| Estados Unidos (Tropical Airplay)  | 29             |

## Historial de lanzamientos
| País           | Fecha                   | Formato          | Etiquetas)                       |
| -------------- | ----------------------- | ---------------- | -------------------------------- |
| Mundial        | 14 de octubre de 2013   | Descarga digital | Sony Music Latina ( Sony Music ) |
| Estados Unidos | 17 de diciembre de 2013 | Descarga digital | Sony Music Latina ( Sony Music ) |